# Gribi
Gribi (ou Kilbe) est un village du Cameroun situé dans le département du Boumba-et-Ngoko et la région de l'Est, sur la route qui relie Yokadouma à Garessingo, Yola et Batouri, à proximité de la frontière avec la République centrafricaine. Il fait partie de la commune de Gari-Gombo.

## Population
En 1966, la localité comptait 603 habitants, principalement des Mbiemo (ou ). Lors du recensement de 2005, on y dénombrait 541 personnes.

## Infrastructures
En 1966, la localité disposait d'une usine à tabac (Société camerounaise de tabac, SCT), d'un marché mensuel, d'un centre de santé, d'une école publique et d'une école catholique.

## Histoire
L'administration coloniale procède à des campagnes massive de vaccination en injectant de la pentamidine (appelée lomidine) contre la maladie du sommeil aux populations. En novembre 1954, une négligence dans la préparation contamine le vaccin avec une bactérie, ce qui cause trente morts et quelque 200 cas de gangrène (sur 300 habitants). Il est démontré ensuite que la lomidine n'a aucun effet préventif.

### Articvles connexes
- Mpiemo (langue)